# توني داو
توني داو (بالإنجليزية: Tony Dawe)‏ هو مهندس الصوت ومهندس بريطاني، ولد في 1940.

## وصلات خارجية
- توني داو على موقع IMDb (الإنجليزية)
- توني داو على موقع قاعدة بيانات الفيلم (الإنجليزية)